# Wspólnota na rzecz Demokracji i Praw Narodów

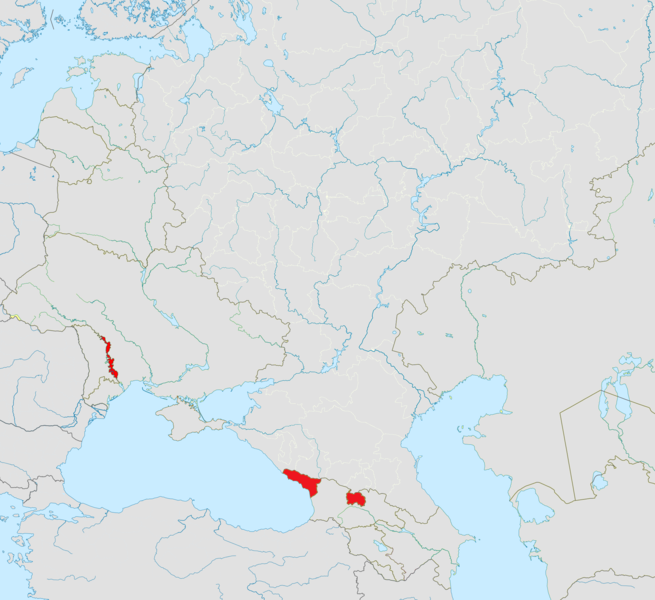
Mapa państw członkowskich Wspólnoty na rzecz Demokracji i Praw Narodów, od lewej do prawej: Naddniestrze, Abchazja, Osetia Południowa.

Wspólnota na rzecz Demokracji i Praw Narodów (ros. Сообщество за демократию и права народов) – organizacja międzynarodowa zrzeszająca kilka częściowo uznawanych na arenie międzynarodowej państw, powstałych po rozpadzie Związku Radzieckiego.

## Historia i działalność
Porozumienie w sprawie utworzenia wspólnoty międzynarodowej zostało zawarte w 2001 r. w Stepanakercie, przez ministrów spraw zagranicznych Abchazji, Osetii Południowej, Naddniestrza i Górskiego Karabachu. Wspólnota na rzecz Demokracji i Praw Narodów oficjalnie została powołana do życia 14 czerwca 2006 r. w Suchumi.
27 września 2009 r. przedstawiciele państw członkowskich organizacji uzgodnili zniesienie reżimu wizowego dla swoich obywateli.

## Cele działalności
Celem organizacji jest wspieranie inicjatyw pokojowych, gospodarczych oraz działanie na rzecz uznania przez Narody Zjednoczone suwerenności czterech republik. Dotychczasowe działanie organizacji nie są jednak uznawane za wyjątkowo efektywne na arenie międzynarodowej.

## Członkowie
- Abchazja
- Osetia Południowa
- Naddniestrze

## Byli Członkowie
- Górski Karabach (2007-2023)